# Kotlina Sulowska

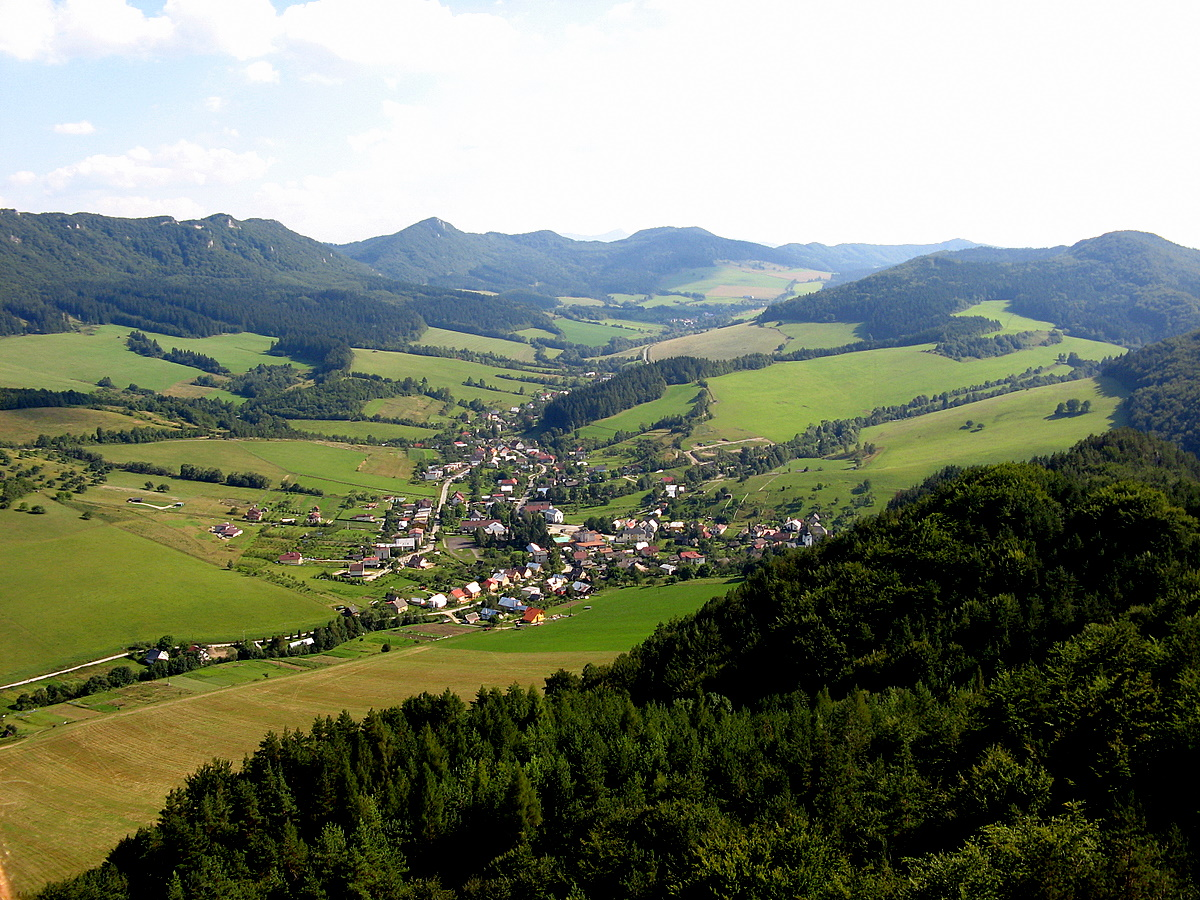
Kotlina Sulowska (widok ku południowi, w centrum wieś Súľov-Hradná)

Kotlina Sulowska (słow. Súľovská kotlina) – niewielka, śródgórska kotlina w Sulowskich Wierchach, w Centralnych Karpatach Zachodnich na Słowacji.
Kotlina Sulowska zajmuje centralną część Sulowskich Skał. Posiada kształt zbliżony do elipsy mocno wydłużonej w osi północ – południe. Długość dłuższej osi tej elipsy wynosi ok. 7,3 km, zaś krótszej – ok. 3,6 km. Powierzchnia kotliny wynosi ok. 19 km². Dno kotliny jest nieznacznie pofałdowane, lekko pagórkowate i leży na wysokości 400–500 m n.p.m. Wyraźnie kontrastuje ono ze skalistym grzbietem na jej obrzeżu, wznoszącym się do wysokości 700–867 m n.p.m. Najniższym punktem grzbietu otaczającego kotlinę jest szerokie siodło na jej południowym końcu (ok. 570 m n.p.m.). Jedynym ciekiem wodnym, odwadniającym teren kotliny, jest potok Hradnianka. Rozcina on na północnym zachodzie grzbiet ograniczający kotlinę (zachodnie ramię Sulowskich Wierchów) pomiędzy wsiami Súľov-Hradná (a ściśle jej dolną częścią, zwaną Súľov) i Jablonové, tworząc w tym miejscu skalisty przełom zwany Wąwozem Sulowskim.
Kotlina Sulowska ma charakter kotliny erozyjnej. Powstała dzięki różnym formom erozji, głównie erozji wodnej potoku Hradnianka. Dzisiejsze dno kotliny budują w większości miękkie łupki mezozoiczne. Wznoszący się wokół kotliny grzbiet, a zwłaszcza jego najwyższe fragmenty, budowane są natomiast ze znacznie młodszych, ale i odporniejszych na wietrzenie wapnistych zlepieńców, pochodzących z paleogenu, tzw. zlepieńców sulowskich. W północnej części kotliny grzbiet ten tworzy oryginalny skalny amfiteatr z licznymi ścianami, turniami i igłami skalnymi.
Stoki kotliny powyżej poziomicy 500–550 m n.p.m. porastają lasy. Dno kotliny jest wykorzystywane rolniczo głównie jako pastwiska i łąki kośne. W kotlinie rozłożyła się wieś Súľov-Hradná. Dostępna jest ona jedyną drogą jezdną, wiodącą z doliny Wagu wzdłuż potoku Hradnianka przez wspomniany Wąwóz Sulowski.